# Nokia N91
Nokia N91 je mobilní telefon představený v dubnu roku 2005. Spolu s modely N70 a N90 je to zakládající model řady telefonů Nseries. Nokia N91 je vybavena 2-megapixelovým fotoaparátem, 4 GB interní paměti (do které lze uložit až 3000 písniček ve formátech AAC, AAC +, eAAC +, MP3, mp3PRO, WAV, MIDI a Microsoft WMA), dále technologiemi 3G a Wi-fi a barevným displejem s rozlišením 176 x 208 a schopností zobrazit až 262,144 barev. Nokia N91 dokáže 12 hodin nepřetržitě přehrávat hudbu.
Telefon je vybaven operačním systémem Symbian S60. Jedná se o první telefon s touto verzí operačního systému, který byl nutný kvůli podpoře pevného disku.
V reklamách na telefonu bylo uvedeno, že Nokia doporučuje kvalitní sluchátka vyrobená firmami Bose a Sennheiser.
N91 také nabízí plnohodnotný webový prohlížeč.
V minulosti se Nokia N91 nevyhnula několika problémům
- Nefungující spojení s počítači Mac OS X (vyřešeno instalací nového firmware)
- Vybuchnutí několika přístrojů kvůli špatným bateriím BL-5C (vyřešeno novými)

## Hlavní vlastnosti
| Vlastnosti              | Specifikace                                                                       |
| ----------------------- | --------------------------------------------------------------------------------- |
| Tvar                    | Candybar                                                                          |
| Platforma               | Series 60(S60) 3rd Edition                                                        |
| Operační Systém         | Symbian OS 9.1                                                                    |
| GSM frekvence           | 900/1800/1900 MHz                                                                 |
| GPRS                    | Ano                                                                               |
| EDGE                    | Ano                                                                               |
| WCDMA                   | Ano                                                                               |
| Hlavní displej          | 2.1 palcový QVGA, TFT, 262,144 barev, 176 × 208 pixelů                            |
| Fotoaparát              | 2-megapixelový fotoaparát, dvacetinásobný digitální zoom, samospoušť, noční režim |
| Nahrávání videa         | Ano (Formát: 3GP. Maximální rozlišení: 352x288 pixelů.)                           |
| Webový prohlížeč        | Ano. Plná verze prohlížeče Web browser                                            |
| Multimediální zprávy    | Ano                                                                               |
| Video hovory            | Ano                                                                               |
| Push to talk            | Ano                                                                               |
| Podpora Javy            | Ano                                                                               |
| Dostupná vnitřní paměť  | 4000 MB                                                                           |
| Hudební přehrávač       | AAC, AAC +, eAAC +, MP3, mp3PRO, WAV, MIDI a Microsoft WMA                        |
| Bluetooth               | 2.0 + EDR (A2DP)                                                                  |
| Infračervený port       | Ne                                                                                |
| Podpora datového kabelu | Ano                                                                               |
| E-mail klient           | Ano                                                                               |
| Baterie                 | Li-Ion 900 mA                                                                     |
| Váha                    | 164 gramů                                                                         |
| Rozměry                 | 113 × 55 × 22 mm                                                                  |

## Recenze
- Recenze na mobilmania.cz
- Recenze na mobilenet.cz[nedostupný zdroj]
- Recenze na clanky.katalogmobilu.cz Archivováno 29. 9. 2008 na Wayback Machine.